# Akaflieg Karlsruhe
Die Akademische Fliegergruppe am Karlsruher Institut für Technologie e. V. ist eine studentische Hochschulgruppe am Karlsruher Institut für Technologie, die sich mit der Konstruktion, dem Bau und dem Fliegen von Segelflugzeugen befasst. Sie ist Mitglied der Idaflieg.
Seit 2010 wird mit der AK-X ein Nurflügel für die FAI-15-m-Klasse entwickelt.
Das im Jahr 2025 gestartete Projekt AK-11 beinhaltet die Entwicklung eines doppelsitzigen Segelflugzeugs mit verstellbarer Flügelvorderkantenklappe.

## Geschichte

### Akaflieg von 1928 bis 1933
Im Wintersemester 1927/28 wurde auf Anregung von Karl Töpfer, Assistent am Lehrstuhl für Kraftfahrzeuge mit Lehrauftrag für Flugzeugtechnik, eine Segelfliegergruppe gegründet. Diese ließ sich unter der Bezeichnung „Akademische Fliegergruppe Karlsruhe 1928“ ins Vereinsregister eintragen. Mit dem Hängegleiter „Brigant“, der von der aufgelösten „Segelfliegergruppe Karlsruhe“ übernommen worden war, wurden erste Flugversuche unternommen. In der Zeit bis 1933 wurden drei Flugzeuge gebaut: die Schulgleiter „Zögling“ und „Hol’s der Teufel“ sowie das Segelflugzeug „Karlsruhe“.
Am 13. Mai 1933 wurde die Akaflieg Karlsruhe aufgelöst. Das gesamte Gerät wurde der Ortsgruppe Karlsruhe des Deutschen Luftsportverbands übereignet.

### 1950er Jahre
Nach der Freigabe des Segelflugs wurde am 22. Mai 1951 die Akademische Fliegergruppe Karlsruhe neu gegründet. Schon am Gründungstag hatte die Gruppe 78 Mitglieder. Dank der Unterstützung zahlreicher Freunde und Gönner konnte der Flugzeugpark der Akaflieg schnell erweitert werden. Im Jahr 1954 wurde ein Leistungsdoppelsitzer Kranich III erworben und auf den Namen „Walter“ getauft. Im Jahr 1955 kamen noch ein neuer Doppelraab V6 „Studiosus“ und ein Motorflugzeug Bücker Bü 181 Bestmann hinzu. Ein im Eigenbau hergestellter Scheibe L-Spatz 55 komplettierte die Flotte der Akaflieg. Die Forschung behandelte das Thema Windenstart mit den Entwicklungen der Startwinden AFK-1 und darauf aufbauend AFK-2.

### Von den 1960er zu den 1980er Jahren

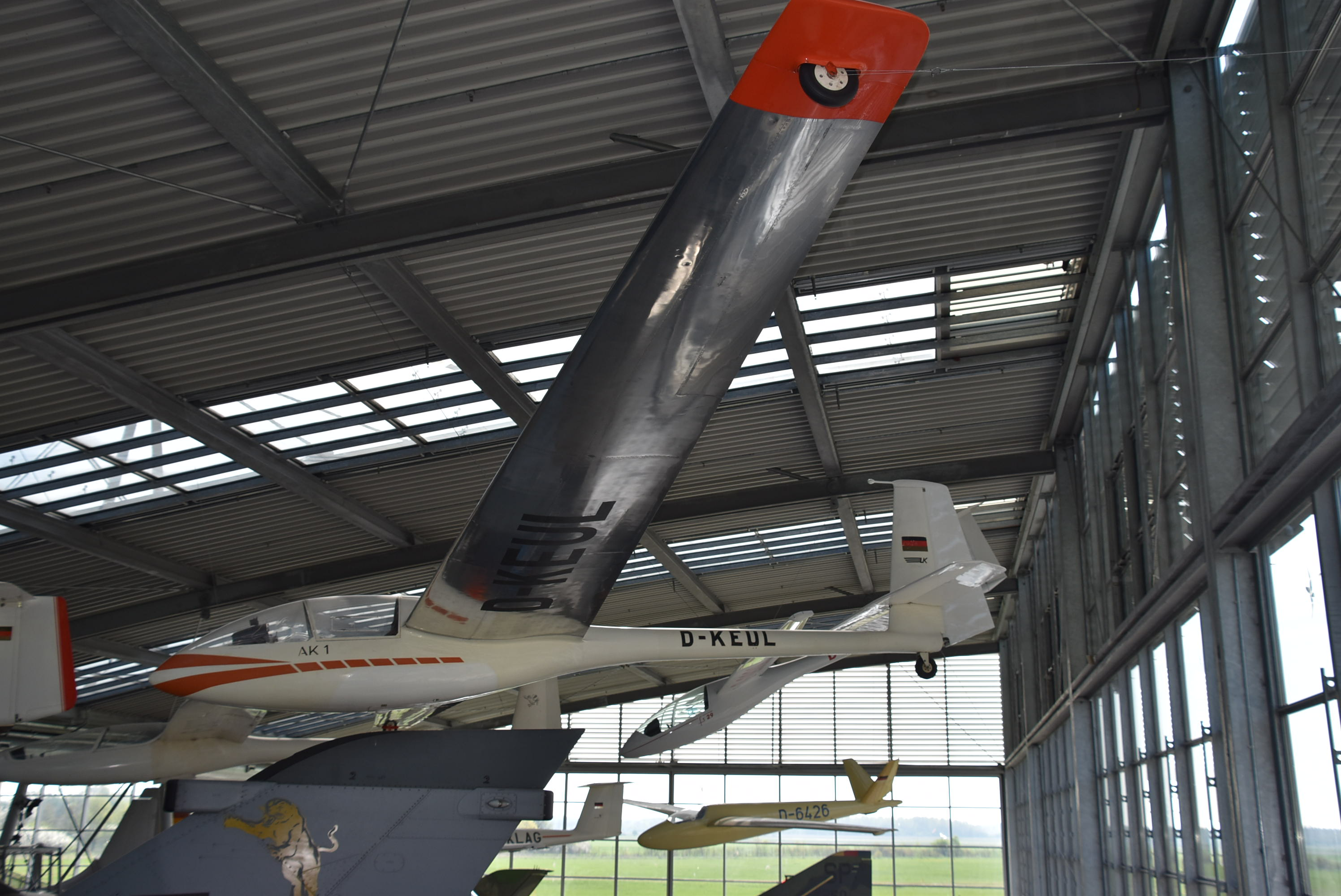
Die AK-1 im Deutschen Museum

Mitte der 1960er Jahre wurde mit den Arbeiten am Projekt AK-1 begonnen. Am 9. Januar 1971 um 12:31 MEZ startete die AK-1 zum ersten Mal im Eigenstart. Zu Beginn der 1970er Jahre hatte die Flugerprobung der AK-1 Priorität. Am 27. Oktober 1973 wurde die Projektierung der AK-2, eines Motorseglers in Kunststoffbauweise beschlossen. Parallel zu der nicht vollendeten AK-2 beschäftigte sich die Akaflieg Karlsruhe seit Beginn der 1970er Jahre mit der Konstruktion und dem Bau von Flugdatenrechnern für den Segelflug. Das elektrische Variometer mit Sollfahrtgeber AK-3 wurde in einer kleinen Serie gebaut und als AK-3R um einen Endanflugrechner erweitert.
Unter der Projektbezeichnung AK-4 entstand in Zusammenarbeit mit dem Institut für Meteorologie und Klimaforschung eine Datenerfassungsanlage für Klimamessungen über dem Oberrhein mit dem Motorflugzeug.

### 1980er bis 2000er Jahre
1983 begann der Bau der Startwinde AFK-3, die 1987 in Betrieb ging. 1984 startete das Segelflugzeugprojekt AK-5 in Faserverbundbauweise, dessen Erstflug Anfang der 1990er Jahre stattfand. Aus der AK-5 entstand Mitte der 1990er Jahre die verbesserte AK-5b, die 1996 erstmals abhob. Parallel begann der Bau des Hochleistungs-Standardeinsitzers AK-8, der 2003 seinen Erstflug absolvierte. Diese Entwicklungen markierten den Übergang zu moderner CFK-Bauweise und verbesserten aerodynamischen Konzepten.

## Die Akaflieg Karlsruhe ab dem Jahr 2000
Die Akaflieg Karlsruhe verfügt über eine Werkstatt auf dem Westcampus des KIT. Die Studenten verbringen in diesen Räumen eine Vielzahl ihrer zu leistenden 300 Stunden im Jahr.
Der Flugbetrieb findet seit der Schließung des Flugplatzes Karlsruhe-Forchheim auf dem neu angelegten Segelfluggelände Rheinstetten statt. Seit 2025 wird die AK-11 entwickelt.

## Projekte
AK-1
AK-2
Ziel des Projekts sollte die Entwicklung eines Segelflugzeugs mit Klapptriebwerk auf Basis der Glasflügel 604 sein, bei dem der Motor im Rumpf verbleibt, was in den 1970er-Jahren eine Neuerung darstellte. Das Projekt wurde aufgrund gruppeninterner Auseinandersetzungen und technischer Schwierigkeiten nach 16 Jahren zugunsten der AK-5 abgebrochen.
AFK-3

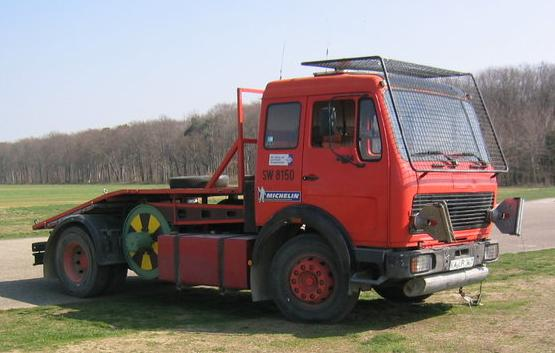
Startwinde AFK-3, ein Seilwagen kann auf der Ladefläche für den Straßentransport aufgeladen werden

Ende der 1980er Jahre musste die alte Startwinde AFK-2 ersetzt werden. Der Motor der Neukonstruktion AFK-3 wirkt über ein Verteilergetriebe wahlweise auf die Seiltrommeln oder die Achse, so dass die Winde selbstfahrend ist. Ein Seilwagen kann für Verlegungsfahrten huckepack geladen werden. Der Windenfahrer sitzt auf dem Beifahrersitz im Fahrerhaus. Die Steuerung der Windenfunktionen erfolgt elektro-pneumatisch. Bei Windenausbildungsbetrieb kann der Einweisende bei Bedarf über eigene Brems- und Gas-Pedale eingreifen.
AK-5 und AK-5b

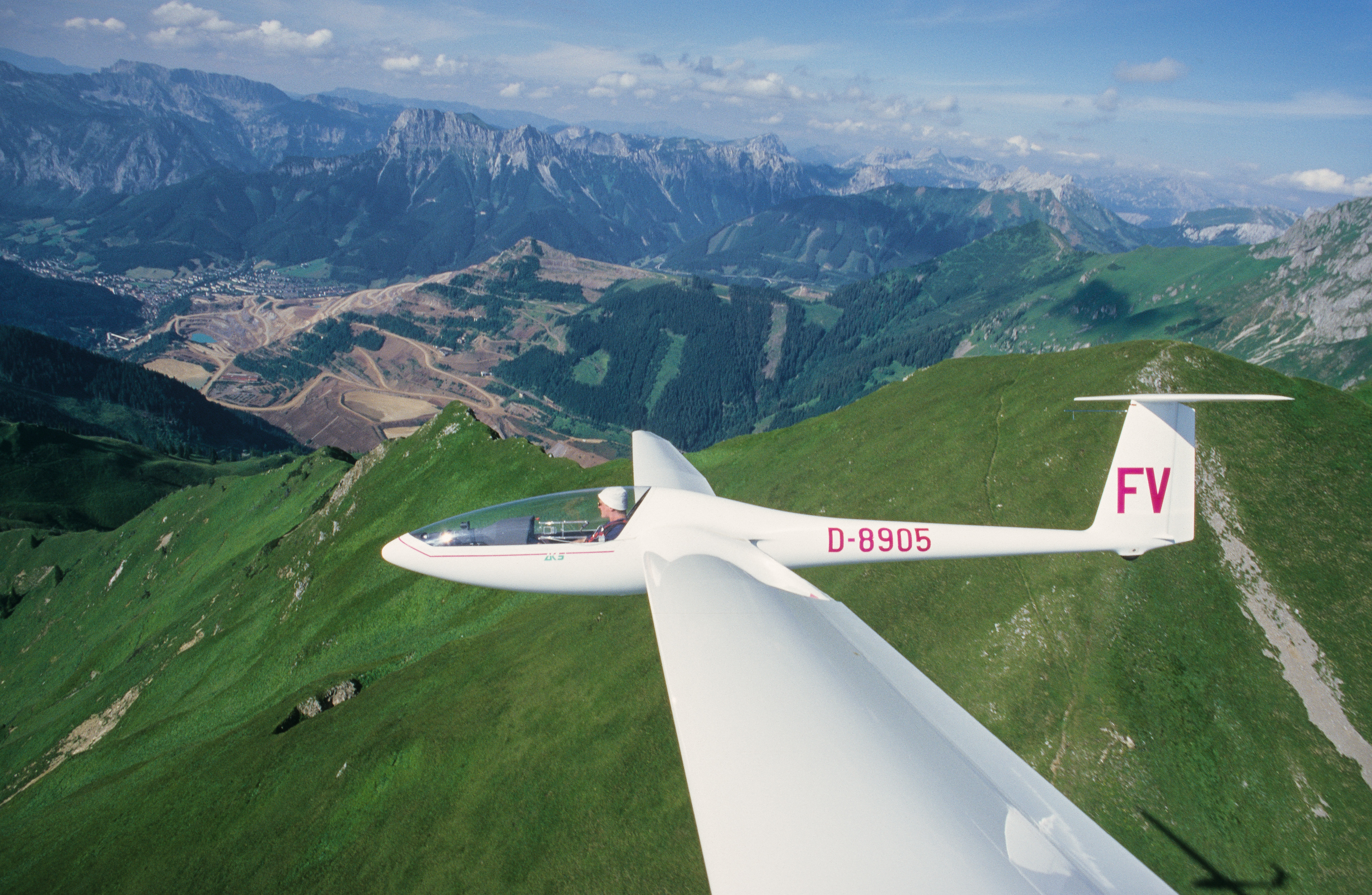
AK-5 beim Flug in den Alpen

- Die AK-5 ist ein einsitziges Segelflugzeug der Standardklasse in FVK-Bauweise. Das Rumpfvorderteil des Mitteldeckers wurde von der Glasflügel 604 übernommen. Die Tragflächen wurden in den Formen des Falcon, eines von Hansjörg Streifeneder gebauten Einzelstücks, gebaut. Ziel war es, das vorhandene Wissen über Konstruktion und Bau von modernen Segelflugzeugen an die nächste studentische Generation der Akaflieger weiterzugeben. Es sollte außerdem eine im täglichen Schulbetrieb einsetzbare Konstruktion sein. Außerdem war sie preiswert in Glasfaserbauweise ausgelegt. Der Erstflug der AK-5 war am 1. Juni 1990.[4]

- Die AK-5b ist eine Weiterentwicklung der AK-5 mit angeformten Winglets sowie geändertem Rumpfinnenleben und Leitwerk. Sie unterscheidet sich von der AK-5 insbesondere durch eine neue Steuerungsmechanik, wodurch sie einfacher zu fliegen ist. Durch die Verwendung neuer Werkstoffe ist sie etwas leichter. Der Erstflug der AK-5b war 1996.

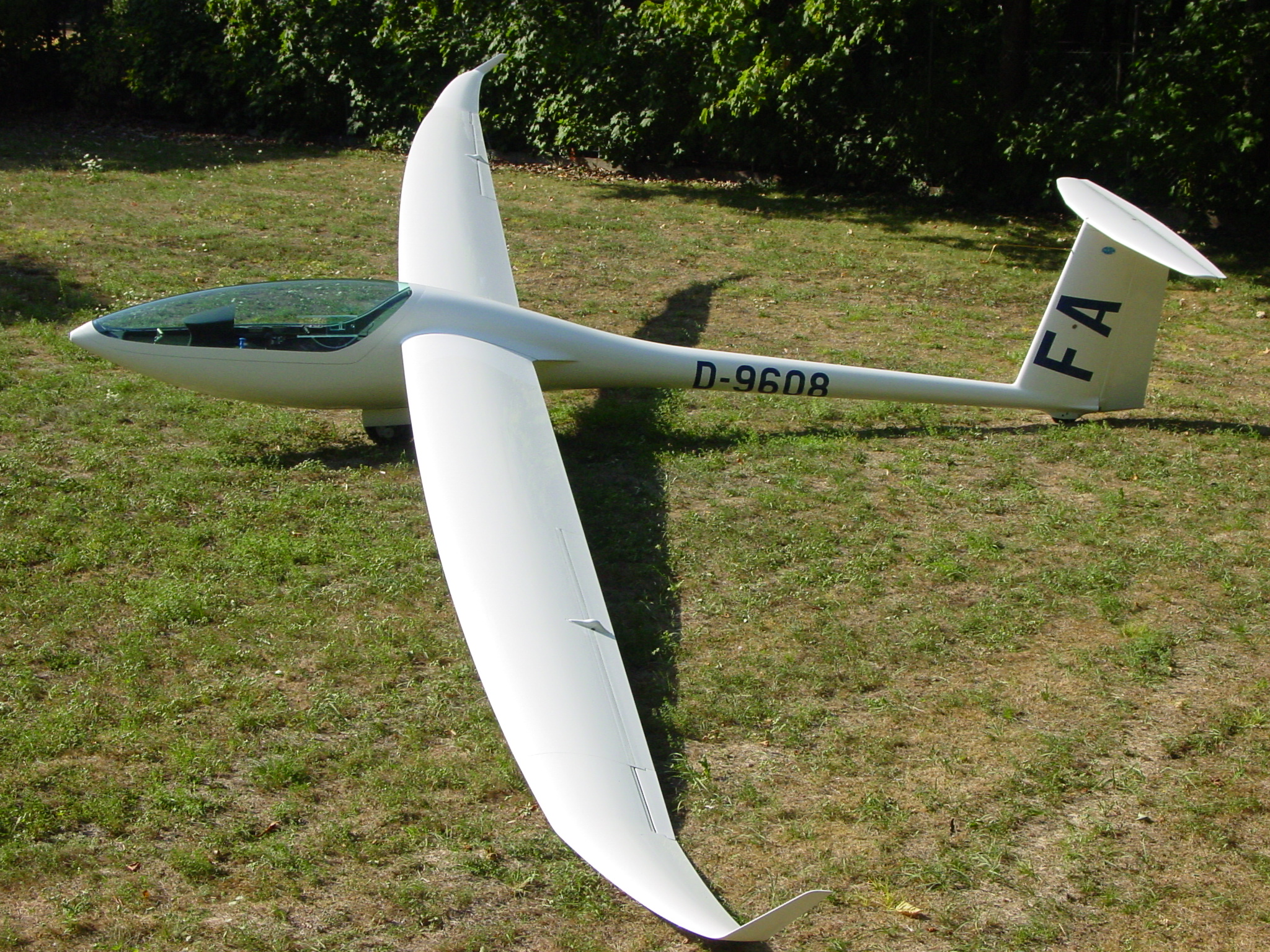
AK-8
Die AK-8 ist ein Flugzeug der 15-Meter-Klasse mit elliptischem Flügelgrundriss, gebaut in CNC-gefrästen Formen. Der Erstflug fand 2003 statt, nach einer Reparatur folgte 2009 der Wiedererstflug.
AK-9

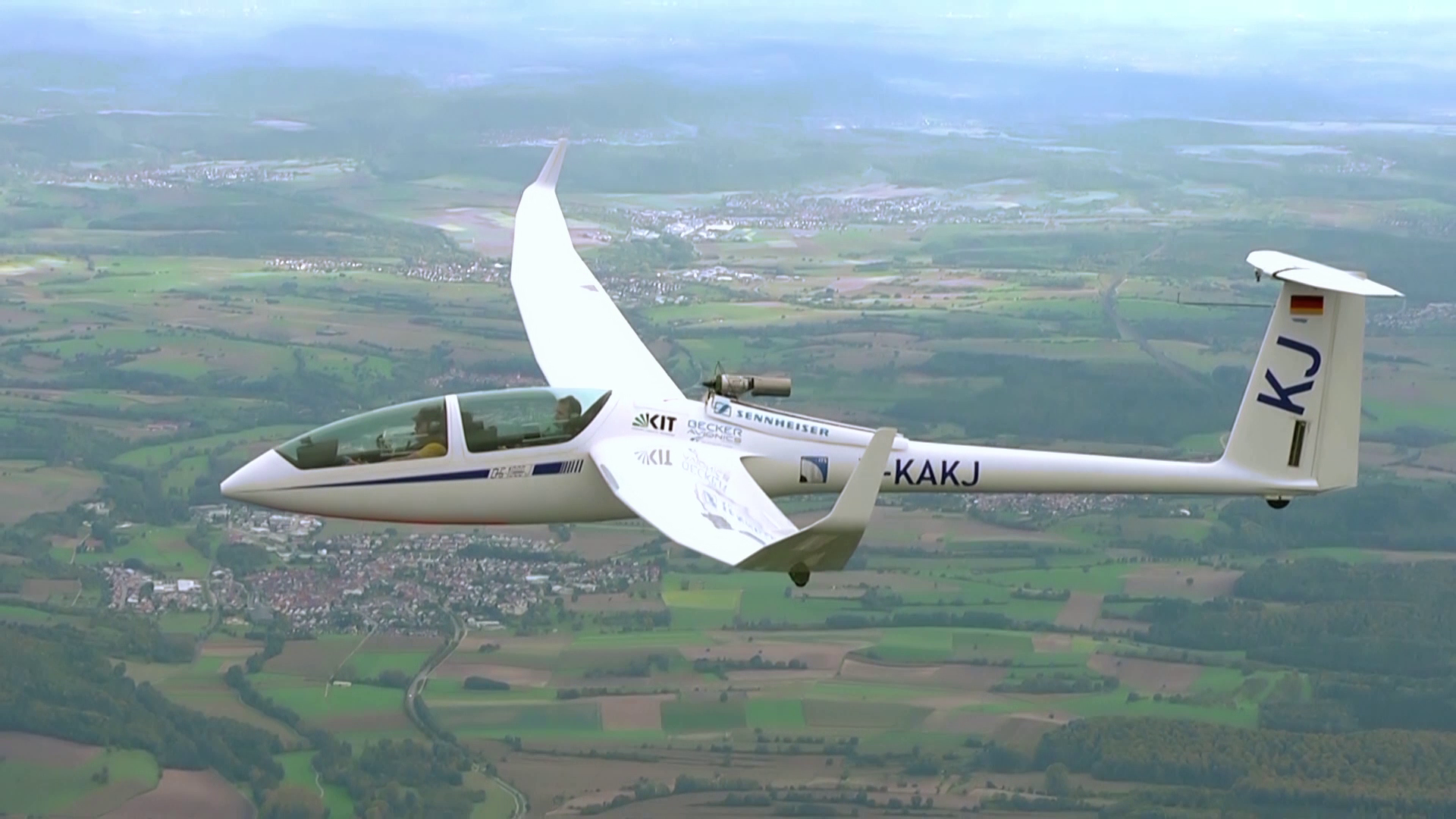
AK-9 (DG1000J) im Flug

Das Projekt AK-9 (auch DG-1000J) bezeichnet die Erforschung des Einbaus einer 400N-Turbine in einen Segelflugzeugdoppelsitzer. In Zusammenarbeit mit dem Institut für Thermische Strömungsmaschinen des KIT wurden die Eigenschaften des AMT-Titan-Triebwerkes des niederländischen Herstellers Draline erforscht. Anschließend wurde das Triebwerk in die DG Flugzeugbau DG-1000 der Akaflieg integriert. Da es nicht gelang, die für die Zulassung notwendigen Lärmgrenzwerte einzuhalten, wurde das Projekt im Jahr 2023 mit der Rückrüstung der DG-1000 zum reinen Segler beendet.
AK-X
Das Projekt AK-X ist der Entwurf eines Nurflügel-Segelflugzeugs mit gutmütigen Flugeigenschaften und guten Flugleistungen. Die Erfahrungen der Nurflügel der Brüder Horten und der SB 13 der Akaflieg Braunschweig wurden in diesem Projekt mit einbezogen. 
Der Standschwingversuch eines Modells im Maßstab 1:2 lieferte weitere Daten für die Auslegung des personentragenden Prototyps. 2015 wurde das 1:2-Modell im Fluge erprobt. Seit 2016 wird am personentragenden Prototypen gearbeitet.
AK-11

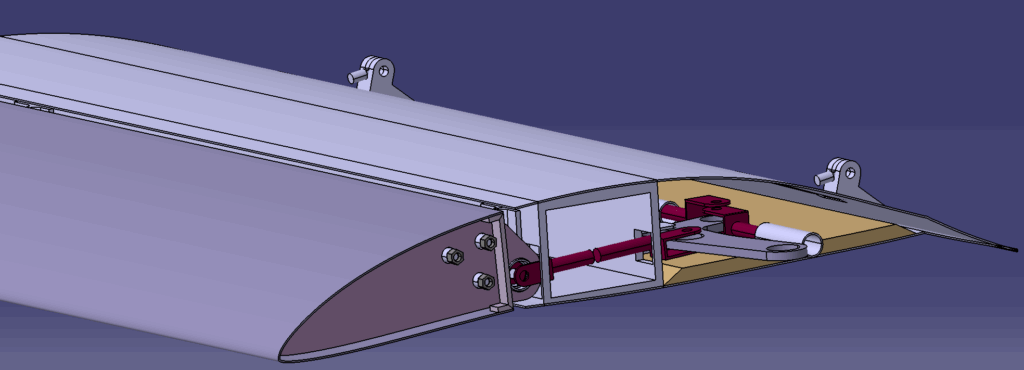
Geplanter Aufbau des Tragflügels der AK-11

Mit der AK-11 soll die Umsetzung eines Tragflügelkonzept mit spaltloser Vorderkantenklappe in einem doppelsitzigen Segelflugzeug demonstriert werden. Durch den bei ausgefahrener Vorderkantenklappe großen Auftrieb des Profils kann der benötigte Flächeninhalt der Tragfläche verringert und damit die Flächenbelastung erhöht werden. Projektiert ist eine Flächenbelastung von bis zu 70 kg/m². Dadurch soll eine Steigerung der Flugleistung insbesondere bei hohen Vorfluggeschwindigkeit erreicht werden.